# Мекленберг (округ, Северная Каролина)
Округ Мекленберг (англ. Mecklenburg County) располагается в штате Северная Каролина, США. Официально образован в 1762 году. По состоянию на 2013 год, численность населения составляла 990 977 человек.

## География
По данным Бюро переписи США, общая площадь округа равняется 1414,141 км2, из которых 1362,341 км2 суша и 51,800 км2 или 3,650 % это водоемы.

## Население
По данным переписи населения 2000 года в округе проживает 695 454 жителей в составе 273 416 домашних хозяйств и 174 986 семей. Плотность населения составляет 510,00 человек на км2. На территории округа насчитывается 292 780 жилых строений, при плотности застройки около 215,00-ти строений на км2. Расовый состав населения: белые — 64,02 %, афроамериканцы — 27,87 %, коренные американцы (индейцы) — 0,35 %, азиаты — 3,15 %, гавайцы — 0,05 %, представители других рас — 3,01 %, представители двух или более рас — 1,55 %. Испаноязычные составляли 6,45 % населения независимо от расы.
В составе 32,10 % из общего числа домашних хозяйств проживают дети в возрасте до 18 лет, 47,70 % домашних хозяйств представляют собой супружеские пары проживающие вместе, 12,40 % домашних хозяйств представляют собой одиноких женщин без супруга, 36,00 % домашних хозяйств не имеют отношения к семьям, 27,60 % домашних хозяйств состоят из одного человека, 5,90 % домашних хозяйств состоят из престарелых (65 лет и старше), проживающих в одиночестве. Средний размер домашнего хозяйства составляет 2,49 человека, и средний размер семьи 3,06 человека.
Возрастной состав округа: 25,10 % моложе 18 лет, 9,70 % от 18 до 24, 36,40 % от 25 до 44, 20,30 % от 45 до 64 и 20,30 % от 65 и старше. Средний возраст жителя округа 33 лет. На каждые 100 женщин приходится 96,50 мужчин. На каждые 100 женщин старше 18 лет приходится 93,60 мужчин.
Средний доход на домохозяйство в округе составлял 50 579 USD, на семью — 60 608 USD. Среднестатистический заработок мужчины был 40 934 USD против 30 100 USD для женщины. Доход на душу населения составлял 27 352 USD. Около 6,60 % семей и 9,20 % общего населения находились ниже черты бедности, в том числе — 11,50 % молодежи (тех, кому ещё не исполнилось 18 лет) и 9,30 % тех, кому было уже больше 65 лет.

## Известные уроженцы и жители
- Ниг Липскомб[англ.] (1911-1978), американский бейсболист.[2]